# استیوارتاون (ویرجینیا)
استیوارتاون (به انگلیسی: Stewartown) یک منطقهٔ مسکونی در ایالات متحده آمریکا است که در شهرستان لادن، ویرجینیا واقع شده‌است.